# Джалапа (Індіана)
Джалапа (англ. Jalapa) — переписна місцевість (CDP) в США, в окрузі Грант штату Індіана. Населення — 182 особи (2020).

## Географія
Джалапа розташована за координатами 40°37′35″ пн. ш. 85°44′47″ зх. д. / 40.62639° пн. ш. 85.74639° зх. д. (40.626259, -85.746320).  За даними Бюро перепису населення США в 2010 році переписна місцевість мала площу 8,23 км², уся площа — суходіл.

## Демографія
Згідно з переписом 2010 року, у переписній місцевості мешкала 171 особа в 68 домогосподарствах у складі 61 родини. Густота населення становила 21 особа/км².  Було 72 помешкання (9/км²).
Расовий склад населення:
| - 98,2 % — білих - 0,6 % — азіатів |

До двох чи більше рас належало 1,2 %. Частка іспаномовних становила 0,6 % від усіх жителів.
За віковим діапазоном населення розподілялося таким чином: 17,0 % — особи молодші 18 років, 65,5 % — особи у віці 18—64 років, 17,5 % — особи у віці 65 років та старші. Медіана віку мешканця становила 49,2 року. На 100 осіб жіночої статі у переписній місцевості припадало 92,1 чоловіків;  на 100 жінок у віці від 18 років та старших — 91,9 чоловіків також старших 18 років.
Середній дохід на одне домашнє господарство  становив 85 579 доларів США (медіана — 76 500), а середній дохід на одну сім'ю — 85 579 доларів (медіана — 76 500). 
Цивільне працевлаштоване населення становило 142 особи. Основні галузі зайнятості: роздрібна торгівля — 29,6 %, освіта, охорона здоров'я та соціальна допомога — 18,3 %, оптова торгівля — 16,2 %.